# Kleopatra z Pontu
Kleopatra z Pontu (ur. 110 p.n.e.) – grecka księżna z Pontu, córka Mitrydatesa VI Eupatora, żona króla Armenii Tigranesa II Wielkiego.
W 94 r. p.n.e. poślubiła króla Armenii Tigranesa II, przypieczętowując tym samym antyrzymski sojusz Armenii i Pontu. W chwili zamążpójścia miała szesnaście lat, a Tigranes II czterdzieści siedem. Miała znaczący wpływ na męża i jego politykę w tym okresie. 
W przeciwieństwie do teścia, Tigranes II starał się prowadzić bardziej zrównoważoną politykę względem Rzymu. Po przegranej bitwie pod Artaksatą zawarł z republiką rzymską porozumienie pokojowe. Niezadowolony z tego faktu Mitrydates VI wpłynął na swoją córkę, aby nakłoniła męża do zmiany decyzji. Kleopatra skłoniła swoich trzech synów, których miała z Tigranesem II, aby obalili ojca i przejęli tron Armenii. Zariadres i nieznany z imienia jego młodszy brat zostali straceni, natomiast trzeci Tigranes ocalał, jednak został pojmany przez Pompejusza Wielkiego i uprowadzony do Rzymu.
Kleopatra po tych wydarzeniach opuściła Armenię i udała się do Pontu, gdzie spędziła resztę swojego życia.